# Baniano (casta)

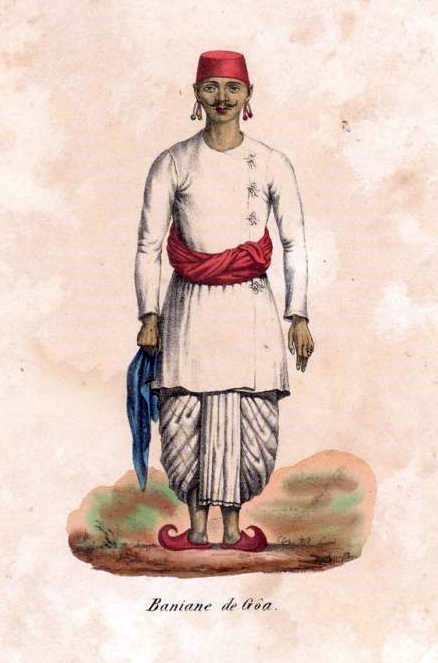
Baniano di Goa

I Baniani (o Bania, Baniya, Vani o Vania) sono una comunità di mercanti, banchieri, prestatori di denaro indiani, e nei tempi moderni dirigenti d'impresa. Il termine è usato in un senso più ampio in Bengala per identificare chiunque presti denaro ed è coinvolto in attività similari, mentre in altre regioni dell'India è applicato solo a jāti specifiche.
La parola Bania deriva dalla parola sanscrita vaṇij o baṇij che significa "mercante".

## Storia
I baniani del Gujarat emersero come comunità di mercanti nell'epoca del Sultanato di Delhi, contemporaneamente ai mercanti Multani  ed a quelli Marwari. I baniani già allora si erano insediati in altre aree, fino alla costa del Malabar.
Durante l'età moderna la rete di cambiavalute (saraf) baniani si estendeva in tutta l'India e oltre. Essi svolgevano l'attività di cambiavalute, di prestatori, di assicuratori martittimi (bima). Attraverso le hundi (documenti analoghi alle "lettere di cambio" europee) permettevano, in cambio di una provvigione, ai mercanti di viaggiare senza portare con sé il denaro e di ritirare l'importo indicato presso un saraf corrispondente nella città di destinazione.